# NGC 6362
NGC 6362 est un amas globulaire situé dans la constellation de l'Autel à environ 26 100 a.l. (8,0 kpc) du Soleil. Il a été découvert par l'astronome écossais James Dunlop en 1826.

## Caractéristiques
Selon la base de données Simbad, la vitesse radiale héliocentrique de cet amas est égale à −14,58 ± 0,18 km/s. Selon Forbes et Bridges, sa métallicité est estimée à −0,99 [Fe/H] et son âge d'environ 13,57 milliards d'années.

## Des étoiles traînardes bleues

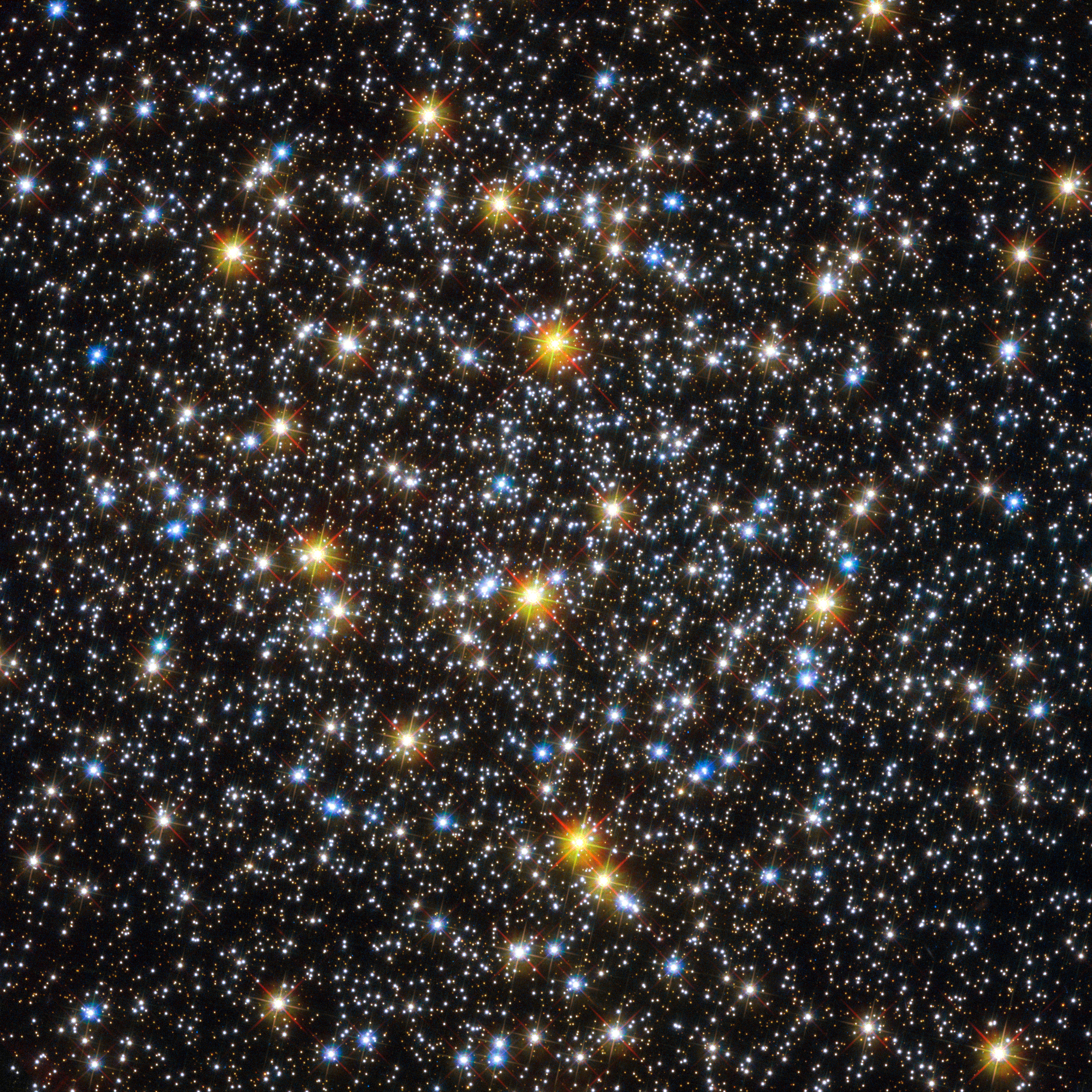
Les traînardes bleues de NGC 6362 (télescope spatial Hubble)

Comme on peut le voir sur l'image captée par le télescope spatial Hubble, NGC 6362 est l'hôte de plusieurs étoiles traînardes bleues. Ces dernières se sont formées il y a environ 10 millions d'années, alors que l'âge typique des amas globulaires est de l'ordre de 10 milliards d'années. Deux hypothèses expliquent la formation de ces jeunes étoiles : une collision et une fusion ou un transfert de matière entre deux étoiles.

## Galerie

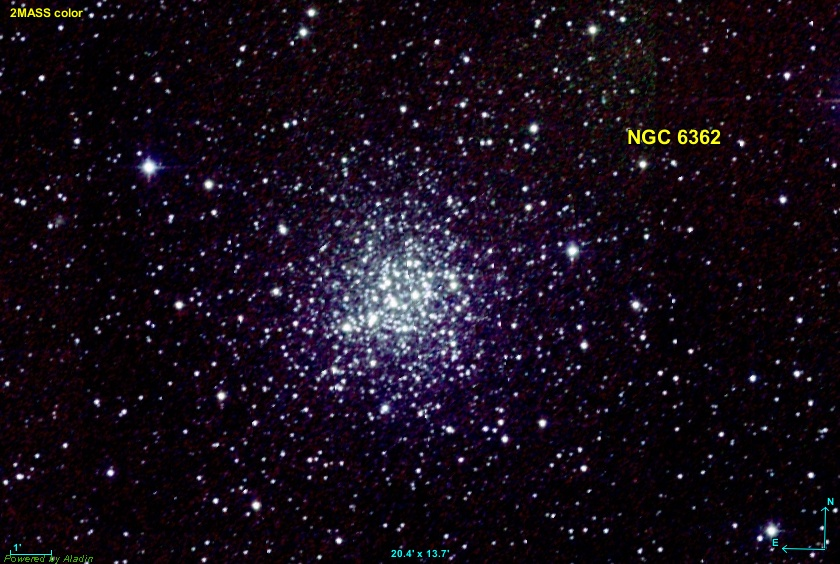
NGC 6362 en infrarouge par le relevé 2MASS.
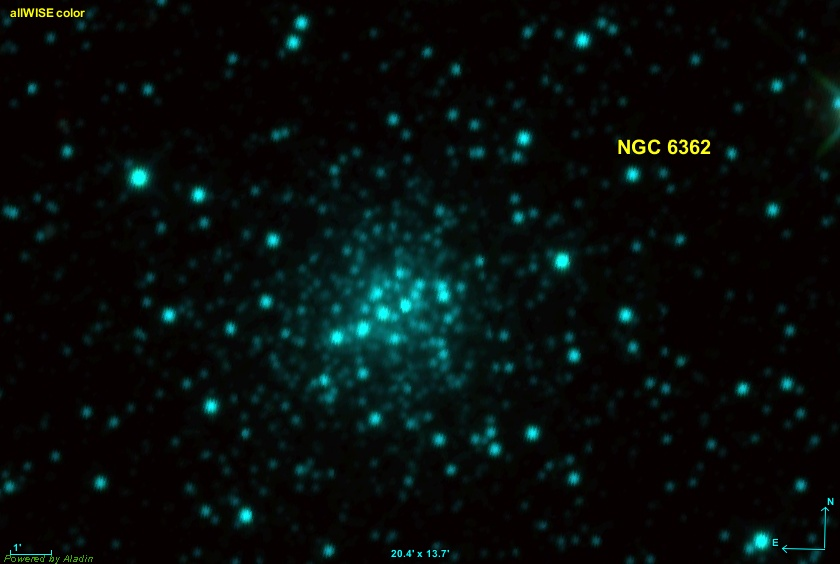
Autre image de NGC 6362 en infrarouge par le télescope spatial WISE.
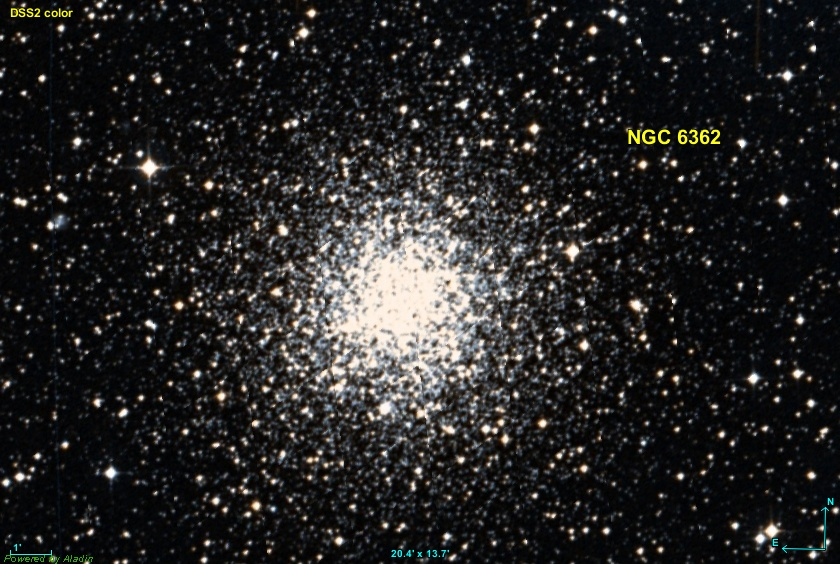
NGC 6362 en lumière visible par le relevé Digitized Sky Survey.